# تیمیاشوو
تیمیاشوو (انگلیسی: Timyashevo) یک شهرک در شهرستان میاکینسکی استان باشقیرستان کشور روسیه است.